# Sabine Seidler

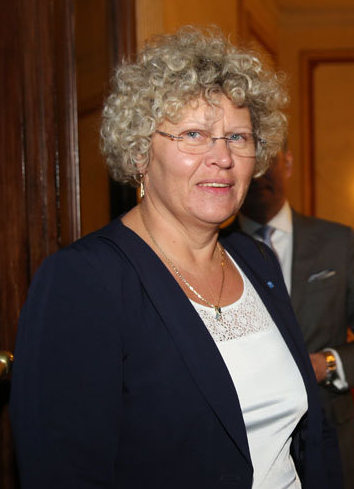
Sabine Seidler (2015)

Sabine Seidler (* 29. August 1961 in Sangerhausen) ist eine deutsch-österreichische Werkstoffwissenschaftlerin. Von Oktober 2011 bis September 2023 war sie Rektorin der Technischen Universität Wien und von Jänner 2020 bis September 2023 Präsidentin der Österreichischen Universitätenkonferenz.

## Leben
Die gebürtige Deutsche studierte von 1979 bis 1984 an der Technischen Hochschule Leuna-Merseburg. 1989 promovierte sie in Werkstoffwissenschaft und wechselte an die Martin-Luther-Universität Halle-Wittenberg, wo sie sieben Jahre lang am Institut für Werkstoffwissenschaft arbeitete. 1996 wurde sie als Professorin an die TU Wien berufen. Von 2007 bis 2011 war sie Vizerektorin für Forschung im Rektorat von Peter Skalicky. Am 4. März 2011 wurde sie zur ersten Rektorin der Technischen Universität Wien gewählt. Im Juli 2013 übernahm Sabine Seidler die Präsidentschaft des Universitätsverbandes technischer Universitäten Österreichs. Im Juni 2014 wurde Seidler für eine zweite vierjährige Periode als Rektorin der TU Wien bis Ende September 2019 wiedergewählt, im Mai 2018 für eine dritte Periode bis 2023. Zu ihrem Nachfolger als Rektor der Technischen Universität Wien ab dem 1. Oktober 2023 wurde Jens Schneider gewählt.
Im Dezember 2019 wurde sie als Nachfolgerin von Eva Blimlinger bzw. (interimistisch) Oliver Vitouch zur Präsidentin der Österreichischen Universitätenkonferenz ab Jänner 2020 gewählt. Im Dezember 2021 wurde sie für den Zeitraum von Jänner 2022 bis September 2023 als Präsidentin wiederbestellt.
2024 wurde Sabine Seidler zur MINT-Beauftragten der Stadt Wien ernannt. Mitte 2025 übernahm sie den Vorstandsvorsitz der alpha+ Stiftung des FWF – Österreichischer Wissenschaftsfonds.
Sabine Seidlers Forschungsinteressen liegen im Bereich Kunststoffdiagnostik, Bruchmechanik und Struktur-Eigenschafts-Beziehungen in Kunststoffen.
Sie ist verheiratet und hat zwei Kinder.

## Auszeichnungen
- 2018: Ehrendoktor der Technischen Universität Dresden[16][17]
- 2024: Großes Goldenes Ehrenzeichen für Verdienste um die Republik Österreich[18]

## Publikationen (Auswahl)
- Mit Wolfgang Grellmann: Kunststoffprüfung, München: Carl Hanser-Verlag, 2015, ISBN 3-446-44390-8
- Mit Wolfgang Grellmann: Zähigkeit von teilchengefüllten und kurzfaserverstärkten Polymerwerkstoffen, Düsseldorf: VDI-Verlag, 1991, ISBN 3-18-149218-3
- Anwendung des Rißwiderstandskonzeptes zur Ermittlung strukturbezogener bruchmechanischer Werkstoffkenngrößen bei dynamischer Beanspruchung, Düsseldorf: VDI-Verlag, 1998, ISBN 3-18-323118-2
- Bruchmechanische Bewertung der Zähigkeitseigenschaften von teilchengefüllten und kurzfaserverstärkten Thermoplasten, Leuna/Merseburg: Technische Hochschule, Dissertation, 1989